# Сташково (Пермский край)
Сташково — село в Пермском районе Пермского края. Входит в состав Юго-Камского сельского поселения.

## Географическое положение
Расположено на берегу Воткинского водохранилища, примерно в 30 км к юго-западу от административного центра поселения, посёлка Юго-Камский.

## Население
| 2010 |
| ---- |
| 119  |

## Улицы[2]
- Авиационная ул.
- Дубравная ул.
- Камская ул.
- Мира ул.
- Новая ул.
- Полевая ул.
- Советская ул.
- Черничная ул.

## Топографические карты
- Лист карты O-40-88 Новый. Масштаб: 1 : 100 000. Состояние местности на 1988 год. Издание 1990 г.